# Sylvain Augier
Pour les articles homonymes, voir Augier.
Sylvain Augier, né le 7 mai 1955 à Toulouse et mort le 16 mars 2024 à Lecques (Gard), est un animateur  de télévision et de radio, journaliste et producteur français. 
Il est  principalement connu pour avoir présenté sur France 3 les émissions Faut pas rêver de 1990 à 1999 et La Carte aux trésors de 1996 à 2005.

## Biographie

### Famille et enfance
Fils de Pierre Augier et d'Hélène Pigasse, il est cousin germain de Matthieu Pigasse, propriétaire des Inrockuptibles et actionnaire du Monde, et de Nicolas Pigasse, directeur de la rédaction du magazine people Public. Il est également le cousin du journaliste sportif Christian Jeanpierre.
Sylvain Augier passe son enfance dans le village de Forgues en Haute-Garonne.

### Études et formation
Après le baccalauréat, il fait des études supérieures à l'Institut d'études politiques de Toulouse, dont il sort diplômé en 1976.
Il part alors pour Paris, où il prépare le concours de l'ENA. Mais il renonce finalement à cette carrière, malgré une admissibilité. 
En 1978, il part faire son service national comme coopérant au Nicaragua.

### Homme de radio
En 1979, il débute en tant que journaliste comme reporter à France Inter. Il y présente ensuite plusieurs émissions jusqu'en 1996, comme Oreillettes et Ventricules, Interbulles, Rendez-vous vous êtes cernés ou On ne vit que deux fois.
En 2001, il anime Sylvain Augier en toute liberté sur Sud Radio. 
Du 29 août 2011 à la fin du mois de juin 2012, il travaille sur Radio Classique à la présentation de l'émission d'après-midi Les Trésors de la musique. 
En juillet 2014, il est de retour sur Sud Radio, où il présente l'émission quotidienne d'interviews Qu'est-ce qui vous fait courir ? jusqu'en 2017.

### Animateur et producteur de télévision
Sylvain Augier fait ses débuts à la télévision dans les années 1980. En 1986, il est avec Catherine Belkhodja, Mireille Dumas et France Roche à l'animation de l'émission de charme Sexy Folies, produite par Pascale Breugnot et diffusée sur Antenne 2. Il est ensuite aux commandes du divertissement La Une est à vous le samedi après-midi sur TF1, de septembre 1987 à octobre 1988, avant d'être remplacé par Bernard Montiel.
Il part alors sur FR3, où il présente Sports Loisirs en 1988. Il coanime le Téléthon en 1989, 1990 et 1995. En 1990, il anime Chapiteau 3, un show qui se déroule dans une ville de France où de Belgique, ainsi que l'émission Rencontres en 1991.
Il présente à partir de 1990[réf. nécessaire] sur la même chaîne (renommée France 3 en 1992) le magazine Faut pas rêver créé par Georges Pernoud et diffusé la plupart du temps en deuxième partie de soirée après Thalassa. En janvier 1997 Faut pas rêver est récompensé par le 7 d'or du meilleur magazine d'évasion et d'aventures. En septembre 1999, Laurent Bignolas lui succède à la présentation, après son départ de l'émission. D'août 1996 à 2005, Sylvain Augier anime le jeu d'aventures La Carte aux trésors en première partie de soirée.

Ces deux émissions populaires lui permettront d'avoir une plus grande notoriété après du public.
Entretemps, en août 1994, il assure le direct de 40° à l'ombre tous les après-midi, du lundi au vendredi, en remplacement de Vincent Perrot. De 1998 à 2001, Sylvain  Augier est aussi le présentateur de Pourquoi comment, un magazine d'info-divertissement bimensuel programmé également en prime-time et qui traite de sujets scientifiques, de phénomènes extraordinaires, etc. En mai 2000, son magazine de société Changez de vie diffusé à 20h50, est arrêté après six numéros en raison d'audiences jugées insuffisantes par la chaîne.
En 2005, après avoir animé 92 numéros de La Carte aux trésors, il est écarté par France 3 pour des raisons de changement de ligne éditoriale. Marc Bessou lui succède en 2006. En raison d'une érosion significative des audiences, celui-ci sera lui-même remplacé par Nathalie Simon dès l'année suivante.
Durant ces mêmes années Sylvain Augier a également officié sur la chaîne Voyage à la tête du magazine de découverte Vue du ciel de 1999 à 2005. 
En 2006, il produit la série documentaire en 10 volets L'Europe à vol d'oiseau pour Arte.
De plus en plus rare à la télévision, Sylvain Augier arrive sur la chaîne de la TNT Opal'TV en 2011, où il présente Vue sur mer jusqu'en 2012 et continue d'exercer à la radio jusqu'en 2017.

### Autres activités et santé
Passionné d'hélicoptère et de parapente, il est victime en 1988 d'un grave accident de parapente qui le laisse handicapé d'un pied.
Il raconte son combat contre une souffrance permanente et contre une longue dépression, causée par un trouble bipolaire, dans ses livres L'Instant où tout a basculé (2008) et Je reviens de loin (2023).

### Retraite
Après son retrait des médias en 2017[réf. nécessaire], Sylvain Augier réside à Lecques, près de Sommières dans le Gard. C'est dans sa maison qu'il meurt soudainement à la suite d'un malaise cardiaque, le 16 mars 2024 à l'âge de 68 ans. Ses obsèques ont lieu le 28 mars 2024 à Sommières.

## Décoration
- Chevalier de l'ordre national du Mérite (10 novembre 1997)

## Synthèse de ses activités audiovisuelles

### Radio
- 1979 - 1996 : journaliste, reporter et présentateur sur France Inter
- 2001 : Sylvain Augier en toute liberté sur Sud Radio : animateur
- 2011-2012 : Les Trésors de la musique sur Radio Classique : présentateur
- 2014-2017 :  Qu'est-ce qui vous fait courir ? sur Sud Radio : présentateur, intervieweur.

### Télévision

#### Animateur
- 1986 : Sexy Folies  sur Antenne 2[12]
- 1987-1988 : La Une est à vous sur TF1
- 1988 : Sports Loisirs sur FR3
- 1989, 1990, 1995 : Téléthon sur Antenne 2, FR3 / France 2, France 3
- 1990 : Chapiteau 3 sur FR3
- 1990-1999 : Faut pas rêver sur FR3/France 3
- 1991 : Rencontres sur FR3
- 1994 : 40° à l'ombre sur France 3
- 1996-2005 : La Carte aux trésors sur France 3
- 1998-2001 : Pourquoi comment sur France 3
- 1999-2000 : Changez de vie sur France 3
- 1999-2005 : Vues du ciel sur Voyage
- 2011-2012 : Vue sur mer sur Opal'TV (chaîne TNT de la Côte d'Opale).

#### Producteur
- 2006 : L'Europe à vol d'oiseau, série documentaire sur Arte.

## Publications
- Sylvain Augier, Les babystoires : Éclats d'enfance, éclats de rire, Champigneulles, France, Berger-Levrault Éditions, 1995 (ISBN 978-2-7013-0700-8)
- Sylvain Augier, Carnets de routes, Paris, Éditions France Loisirs, 1999, 258 p. (ISBN 978-2-7441-2616-1)
- Sylvain Augier, Survie mode d'emploi : Les astuces d'un aventurier des temps modernes, Paris, Éditions Mango, coll. « Histoire Vécue », 2001, 127 p. (ISBN 978-2-84270-291-5)
- Sylvain Augier, Bruno Cusa, et Patrice Parmentier, Europe et merveilles, Paris, Éditions Gallimard Loisirs, 2005, 251 p. (ISBN 978-2-7424-1629-5)
- Sylvain Augier, L’instant où tout a basculé, Paris, Éditions Carnets Nord, 2008, 200 p. (ISBN 978-2-35536-010-7)
- Sylvain Augier et Sœur Emmanuelle, Le doute et la foi : Sylvain Augier rencontre soeur Emmanuelle, Paris, Éditions Carnets Nord, 2009, 104 p. (ISBN 978-2-35536-039-8)
- Sylvain Augier, Je reviens de loin, éditions Télémaque, 2023, 184 p. (ISBN 978-2753304734).